# Скорая помощь (Сезон 7)
«Ско́рая по́мощь» (англ. «ER» от англ. Emergency Room — приёмное отделение) — американский телесериал, рассказывающий о жизни приёмного отделения больницы города Чикаго (штат Иллинойс), её сотрудников и пациентов. Сериал был создан Майклом Крайтоном и транслировался на телеканале NBC с сентября 1994 года по апрель 2009 года. Он включает в себя 15 сезонов и является самой длинной медицинской драмой, показанной в прайм-тайм за всю историю американского телевидения.
Премьера седьмого сезона состоялась 12 октября 2000 года; финал сезона вышел в эфир 17 мая 2001 года. Седьмой сезон состоял из 22 эпизодов.

## В ролях

### Основной состав
- Энтони Эдвардс — доктор Марк Грин, старший врач приёмного отделения
- Ноа Уайли — доктор Джон Картер, ординатор четвертого года
- Лора Иннес — доктор Керри Уивер, заведующая приёмным отделением
- Алекс Кингстон — доктор Элизабет Кордей, заместитель заведующего хирургическим отделением
- Пол Маккрейн — доктор Роберт Романо, глава администрации больницы и заведующий отделением хирургии
- Горан Вишнич — доктор Лука Ковач, старший врач приёмного отделения
- Мора Тирни — медсестра Эбби Локхарт
- Майкл Мишель — доктор Клео Финч, ординатор третьего года педиатрического отделения
- Эрик Палладино — доктор Дэйв Малуччи, ординатор третьего года
- Минг-На Вен — доктор Джин-Мэй «Дебра» Чен, ординатор четвертого года
- Эрик Ла Саль — доктор Питер Бентон, старший хирург-травматолог

### Второстепенные персонажи
| Врачи и студенты: - Сэм Андерсон — доктор Джек Кейсон, заведующий отделением кардиологии - Эми Акино — доктор Дженет Кобурн, заведующая отделением акушерства и гинекологии - Джон Эйлворд — доктор Дональд Онспо, старший врач хирургического отделения и член правления больницы - Элизабет Митчелл — доктор Ким Легаспи, психиатр - Дэвид Брисбин — доктор Александер Бэбкок, анестезиолог - Джон Доман — доктор Карл ДеРаад, заведующий психиатрическим отделением - Меган Коул — доктор Элис Аптон, патолог | Медсёстры и медбратья: - Эллен Кроуфорд — медсестра Лидия Райт - Конни Мэри Брэзелтон — медсестра Конни Олигарио - Дизер Д — медбрат Малик Макграт - Лора Серон — медсестра Чуни Маркес - Иветт Фриман — медсестра Халей Адамс - Лили Мариэй — медсестра Лили Ярвик - Гедде Ватанабэ — медбрат Йош Таката - Дина Ленни — медсестра Ширли - Беллина Логан — медсестра Кит - Кайл Ричардс — медсестра Дори |

| Остальной персонал: - Трой Эванс — регистратор Фрэнк Мартин - Кристин Минтер — регистратор Миранда «Ренди» Фрончак - Эрика Гимпел — социальный работник Адель Ньюман - Эмили Вагнер — парамедик Дорис Пикман - Монте Расселл — парамедик Дуайт Задро - Лин Алиша Хендерсон — парамедик Памела Олбс - Деметриус Наварро — парамедик Моралес - Брайан Лестер — парамедик Брайан Дьюмар - Мишель Бонилла — парамедик Кристин Хармс - Памела Сина — регистратор Амира | Члены семьи: - Фрэнсис Стернхаген — Миллисент Картер - Джонатан Скарф — Чейз Картер - Джордж Плимптон — дедушка Картер - Салли Филд — Мэгги Вэйзенски - Кван, Нэнси — миссис Чен - Кристин Харнос — Дженнифер Саймон - Эндрю Мак-Фарлейн — Джесси Роббинс - Лиза Николь Карсон — Карла Риз - Мэттью Уоткинс — Риз Бентон - Пол Фримен — доктор Чарльз Кордей - Джуди Пэрфитт — Изабель Кордей - Марк Вэлли — Ричард Локхарт - Виктор Уильямс — Роджер Макграт |

### Приглашённые звёзды
- Уэнтуорт Миллер — Майк Палмиери[12]
- Алан Дэйл — Эл Паттерсон[13]
- Крис Сарандон — доктор Бёрк[14]
- Джеймс Кромвелл — епископ Лайонелл Стюарт[15]
- Лурдес Бенедикто — Рина Трухильо
- Джеймс Белуши — Дэн Харрис
- Джаред Падалеки — Пол Харрис

## Список эпизодов
| № общий | № в сезоне | Название                                          | Режиссёр               | Автор сценария                   | Дата премьеры   | Зрители в США (млн) |
| --- | ---------- | ------------------------------------------------- | ---------------------- | -------------------------------- | --------------- | ------------------- |
| 136 | 1          | «Homecoming» «Возвращение домой»                  | Джонатан Каплан        | Джек Орман                       | 12 октября 2000 | 29.33               |
| В приемном творится полный хаос: бастуют санитары и охранники, везде валяются горы грязного белья и мусора, туалет забит, и, наконец, приходят рабочие, чтобы начать ремонт. Доктор Малуччи проводит экскурсию по отделению для группы студентов. В одной из палат они видят доктора Ковача, делающего массаж сердца пожилой женщине, которую привез муж. В это время Марк Грин занимается юношей-футболистом, который получил травму в игре, и узнаёт, что тот страдает от зуда в области паха. Уивер сообщает Эбби, что её бывший муж не оплатил учебу, и она не может продолжать практиковаться в отделении. Тем временем,в приёмное начинают поступать другие пострадавшие после футбольного матча, и в итоге в больнице происходит массовая драка. Чен приходит на прием к Кобурн и делает УЗИ. Картер заканчивает курс реабилитации и возвращается в Чикаго. |            |                                                   |                        |                                  |                 |                     |
| 137 | 2          | «Sand and Water» «Песок и вода»                   | Кристофер Мисиано      | Джек Орман                       | 19 октября 2000 | 25.90               |
| Картер приходит на собрание Общества Анонимных Алкоголиков и Наркоманов и встречает там Эбби Локхарт. В приемное привозят пожилую женщину с инсультом по имени Гленда, Лука начинает её лечение. В это же время поступает женщина, у которой начались преждевременными родами – плоду всего 22 недели. Эбби, вернувшаяся на работу в родильное отделение, приходит, чтобы помочь ей. Женщина рожает мальчика. Марк Грин делает предложение Элизабет Кордей. Чен признается Уивер, что беременна. Бентон конфликтует с Романо из-за пациентка, чья страховка не покрывает расходы на необходимую ему операцию. |            |                                                   |                        |                                  |                 |                     |
| 138 | 3          | «Mars Attacks» «Марс атакует»                     | Пэрис Барклай          | Р. Скотт Джеммилл                | 26 октября 2000 | 26.09               |
| Доктор Картер возвращается на работу в окружной госпиталь, после того как прошел лечение. При входе в отделение Картера тепло приветствуют почти все сослуживцы. Уивер объясняет ему, какие процедуры ему разрешено проводить. Бентон приезжает на работу и не может попасть на стоянку, вскоре выясняется, что его уволил Романо. В скорую приезжает спецотряд с автоматами, чтобы задержать опасного преступника. |            |                                                   |                        |                                  |                 |                     |
| 139 | 4          | «Benton Backwards» «Возвращение Бентона»          | Ричард Торп            | Ди Джонсон                       | 2 ноября 2000   | 27.81               |
| Романо предлагает Бентону вернуться на работу на крайне невыгодных условиях, и Питер вынужден принять это предложение. Малуччи ищет человека в хоккейную команду, и в итоге этим человеком оказывается доктор Грин. Чен пытается выбить операцию для смертельно больного мальчика. Картер и Ковач спасают девушку с множественными огнестрельными ранениями. Чуть позже когда Картер готовит эту девушку к операции, к ним в палату заходит другая девушка, представляется её сестрой, достает пистолет и несколько раз стреляет в больную. Лука и Эбби прогуливаются по набережной, когда на них нападает хулиган и отбирает сумочку у Эбби. Лука не сдерживается и очень сильно его избивает. |            |                                                   |                        |                                  |                 |                     |
| 140 | 5          | «Flight of Fancy» «Полёт фантазии»                | Лесли Линка Глаттер    | Джо Сакс и Уолон Грин            | 9 ноября 2000   | 28.40               |
| Картер зашивает руку ВИЧ-положительному мальчику Тренту, но пациент не знает о своем диагнозе, потому что его бабушка отказывается сообщать ему об этом. Джон хочет исправить эту ситуацию. Лука идёт в полицию, чтобы узнать, есть ли новости по его делу. Марк улетает на вертолете за пациентом, которому нужна пересадка сердца. Керри уходит на выставку орхидей, и Марк до прихода Ковача оставляет Бентона за старшего в отделении. Картер приходит в шок от смерти ВИЧ-инфицированного мальчика Трента, чтобы как-то его ободрить, Керри приглашает его на обед. Бентон расстроен из-за того, что не смог справиться с отделением – оказывается, он не идеален. |            |                                                   |                        |                                  |                 |                     |
| 141 | 6          | «The Visit» «Визит»                               | Джонатан Каплан        | Джон Уэллс                       | 16 ноября 2000  | 31.03               |
| В приёмное приходит женщина, которая представляется матерью Эбби. Однако Эбби поначалу отрицает своё родство с ней. Позже выясняется, что женщина страдает от биполярного расстройства... В отделение доставляют племянника Бентона Джесси с серьезными пулевыми ранениями, его не удается спасти. У Грина и Элизабет назначено свидание на вечер: Марк отпрашивается, чтобы уйти с работы пораньше, а Элизабет старается побыстрей закончить операцию... Чен решает вопрос о будущем своего ребенка и встречается с его отцом... |            |                                                   |                        |                                  |                 |                     |
| 142 | 7          | «Rescue Me» «Спаси меня»                          | Кристофер Чулак        | Нил Бэр                          | 23 ноября 2000  | 25.79               |
| Мэгги, мать Эбби, обещает принимать лекарства и умоляет, чтобы дочь разрешила ей остаться. Эбби и Лука везут в травму пострадавшего, у которого из тела торчат спицы велосипедного колеса. В коридоре Мэгги просит Картера поговорить насчет неё с Эбби. Картер хочет ответить, как вдруг в одной из палат происходит взрыв. Картер бежит туда и находит Эбби, лежащую на полу. У Марка Грина обнаруживают опухоль мозга. Элизабет Кордей обвиняют в халатности, и она узнает, что беременна. Керри соглашается пойти на свидание с доктором Ким Легаспи, но не может принять мысль о том, что ее влечет к другой женщине. |            |                                                   |                        |                                  |                 |                     |
| 143 | 8          | «The Dance We Do» «Наш танец»                     | Кристофер Мисиано      | Джек Орман                       | 7 декабря 2000  | 28.08               |
| С помощью своего адвоката Элизабет пытается снять с себя обвинения в халатности. Клео осматривает Кинишу — девушку Джесси. Грин узнает, что его опухоль неоперабельна и жить ему осталось меньше года. Киниша дает показания о возможных убийцах Джесси и, тем самым, ставит свою жизнь под угрозу. У матери Эбби случается приступ, после которого она сбегает из больницы. Элизабет дает ложные показания ради собственного спасения. Киниша приходит к Бентону, чтобы скрыться у него от мести убийц Джесси. Марк сообщает Элизабет о своей болезни. |            |                                                   |                        |                                  |                 |                     |
| 144 | 9          | «The Greatest of Gifts» «Бесценный подарок»       | Джонатан Каплан        | Элизабет Хантер                  | 14 декабря 2000 | 29.84               |
| Элизабет и Марк отправляются в Нью-Йорк, чтобы проконсультироваться с врачом, который может согласиться удалить опухоль Грина. Джин-Мей рожает и начинает сомневаться в своем решении отдать ребёнка на усыновление. После тяжелой и изматывающей смены Картер срывается и принимает наркотики. Подружка Киниши угоняет машину у Клео. |            |                                                   |                        |                                  |                 |                     |
| 145 | 10         | «Piece of Mind» «Частица ума»                     | Дэвид Наттер           | Том Гарригас и Р. Скотт Джеммилл | 4 января 2001   | 30.41               |
| В приёмное поступают отец (Джеймс Белуши) с сыном (Джаред Падалеки), которые попали в автомобильную аварию. В Нью-Йорке Марку Грину делают операцию по удалению опухоли мозга. |            |                                                   |                        |                                  |                 |                     |
| 146 | 11         | «Rock, Paper, Scissors» «Камень, бумага, ножницы» | Джонатан Каплан        | Ди Джонсон                       | 11 января 2001  | 28.35               |
| Киниша учиняет разгром в доме Бентона и Клео. Иск против Кордей по ее обвинению в халатности разрешается наилучшим образом: случившееся списывают на неисправность медицинского оборудования. Однако после встречи с парализованным Паттерсоном, она теряет самообладание во время операции. Ковач лечит епископа, и пьяницу, который сбил семью, убив дочь и отца. Керри избегает Кимберли. Картер продолжает скрывать инцидент с наркотиками. |            |                                                   |                        |                                  |                 |                     |
| 147 | 12         | «Surrender» «Поражение»                           | Феликс Энрикес Алькала | Джек Орман                       | 1 февраля 2001  | 26.54               |
| Керри проводит ночь с Ким, но стесняется этого, и между ними происходит ссора. Романо предлагает Бентону повышение, но в нём есть свои подводные камни. В больнице становится известно о рецидиве Картера, и он снова теряет доверие коллектива. Джон навещает Чейза и признается, что был наркоманом. Марк Грин возвращается к работе, но выясняется, что после операции на мозге он путает слова. Ковач лечит мексиканца-нелегала, Керри сообщает о нём в миграционную службу, что приводит к нежелательным последствиям. Кордей испытывает страх перед операциями и отменяет их, однако Романо приказывает ей провести срочную операцию... В отделение доставляют двух парней, игравших в «русскую рулетку». |            |                                                   |                        |                                  |                 |                     |
| 148 | 13         | «Thy Will Be Done» «Да будет воля твоя»           | Ричард Торп            | Мередит Стим                     | 8 февраля 2001  | 28.20               |
| В отделение привозят клоуна, и Дэйв отказывается его лечить. Эбби идёт с Картером на благотворительный вечер, на котором она сталкивается со своим бывшим мужем. К Луке приходит епископ, которого он уже лечил, и просит выписать ему обезболивающие. Также Ковач занимается 16-летним юношей, который нуждается в повторной пересадке сердца, но он больше не хочет мучений. Личность Марка после операции продолжает меняться. Малуччи лечит пациента-гея, который просит проверить его на ВИЧ. |            |                                                   |                        |                                  |                 |                     |
| 149 | 14         | «A Walk in the Woods» «Прогулка в лесу»           | Джон Уэллс             | Джон Уэллс                       | 15 февраля 2001 | 26.19               |
| Джин-Мей возвращается в отделение после декретного отпуска и лечит мальчика, болеющего корью, чьи родители являются противниками прививок. Епископа вновь привозят в отделение в плохом состоянии. Марк узнаёт, что его хотят проверить на работоспособность и ругается с Керри. Бентон приступает к своей новой должности и узнаёт, что первоначально был принят на работу только из-за политики позитивной дискриминации. Керри проводит вечер с Ким и её подругами-лесбиянками. |            |                                                   |                        |                                  |                 |                     |
| 150 | 15         | «The Crossing» «Перекрёсток»                      | Джонатан Каплан        | Джек Орман                       | 22 февраля 2001 | 27.14               |
| Картер знакомится с новым интерном педиатрического отделения Риной Трухильо. После крушения поезда в результате действий самоубийцы в отделение доставляют огромное количество пострадавших. Доктор Ковач исповедуется умирающему епископу и вспоминает момент гибели его семьи. Картер и Кордей отправляются на место крушения поезда. У Элизабет во время спасательных работ на месте крушения начинаются преждевременные схватки. Картер проводит ампутацию обеих ног умирающему спасателю, консультируясь по телефону с доктором Бентоном. Уивер вызывает Ким для психиатрической экспертизы девушки-самоубийцы, вызвавшей крушение. |            |                                                   |                        |                                  |                 |                     |
| 151 | 16         | «Witch Hunt» «Охота на ведьм»                     | Гай Норман Би          | Р. Скотт Джеммилл                | 1 марта 2001    | 25.57               |
| Девушка-самоубийца, виновная в крушении поезда, подаёт иск, обвиняя доктора Ким Легаспи в сексуальных домогательствах. Однако Керри больше всего боится разглашения своей связи с Ким, и они расстаются. Картер шокирован известием о том, что Рине всего 19 лет, и она студентка. Из отделения похищают больного 4-месячного ребёнка, и Эбби винит в этом себя. Марка Грина признают работоспособным. Пациент, принимающий стероиды, нападает на Марка, однако после инцидента он отказывается делать томограмму головы. |            |                                                   |                        |                                  |                 |                     |
| 152 | 17         | «Survival of the Fittest» «Выживает сильнейший»   | Марита Грабиак         | Джо Сакс                         | 29 марта 2001   | 24.49               |
| Первого апреля Малуччи становится жертвой розыгрыша. В приёмное доставляют студентов, которые отравились опасным раствором. Джон не может разобраться со своим отношением к Рине, и обманывает её, говоря, что Эбби к нему неравнодушна. В отделении убивают старую женщину, которую оперировал Бентон. Элизабет делает долгую операцию, а Романо над ней подтрунивает. Марк лечит девушку, которая собирается стать донором яйцеклетки. |            |                                                   |                        |                                  |                 |                     |
| 153 | 18         | «April Showers» «Апрельские дожди»                | Кристофер Мисиано      | Том Гарригас                     | 19 апреля 2001  | 24.32               |
| Марк должен преодолеть многочисленные препятствия (в основном погодные), чтобы добраться до места своей свадьбы с Элизабет. Сильно простуженная Эбби не может покинуть рабочее место, потому что почти все медсёстры гуляют на свадьбе. Уивер, которую не пригласили на свадьбу, решает отправиться в Вегас. Чен скучает по сыну. Клео не хочет идти на свадьбу, потому что невеста была девушкой Бентона. |            |                                                   |                        |                                  |                 |                     |
| 154 | 19         | «Sailing Away» «Уплывая вдаль»                    | Лора Иннес             | Джек Орман и Мередит Стим        | 26 апреля 2001  | 25.41               |
| Эбби с Картером едут в Талсу, чтобы забрать Мэгги, которая заперлась в номере мотеля. На обратном пути мать Эбби ворует снотворное в супермаркете и пытается покончить жизнь самоубийством. Кордей рожает девочку Эллу. Бентон лечит своего школьного учителя естественных наук. |            |                                                   |                        |                                  |                 |                     |
| 155 | 20         | «Fear of Commitment» «Боязнь ответственности»     | Энтони Эдвардс         | Р. Скотт Джеммилл                | 3 мая 2001      | 21.85               |
| Мать Эбби решением суда признана вменяемой. Между матерью и дочерью происходит серьезный разговор. Керри лечит бывшую ведущую детской телепрограммы и фетишиста, предпочитающего ходить в костюме животного. Картер занимается беременной девушкой, чей бойфренд добавлял ей в пищу растительные экстракты, способные вызвать выкидыш. Бентон вновь лечит своего учителя, попавшего в больницу с сердечным приступом. |            |                                                   |                        |                                  |                 |                     |
| 156 | 21         | «Where the Heart Is» «Там, где сердце»            | Ричард Торп            | Ди Джонсон и Мередит Стим        | 10 мая 2001     | 23.17               |
| Мать Эбби принимает решение уехать в Миннесоту. Отношения между матерью и дочерью налаживаются. В отделение доставляют мальчика с обожжёнными руками, при его осмотре обнаруживаются сросшиеся переломы и многочисленные рубцы. Ребёнка отбирают у отца и отвозят в приют. Уивер сталкивается с новой девушкой Ким. |            |                                                   |                        |                                  |                 |                     |
| 157 | 22         | «Rampage» «Ярость»                                | Джонатан Каплан        | Джек Орман                       | 17 мая 2001     | 30.72               |
| Отец ребёнка Дерек Фоссен, которого обвинили в насилии, хочет вернуть сына обратно. В результате его действий 19 человек ранены, а 9 — убиты, в их числе воспитатели и дети из приюта, социальный работник, таксист и просто случайные прохожие. Псих угрожает и Марку как главному виновнику его проблем. Фоссен умирает, когда при перевозке в больницу у него случается сердечный приступ, а Марк не оказывает ему необходимую помощь. Романо увольняет Легаспи. Уивер требует восстановить Ким в должности и признаётся Романо в своей сексуальной ориентации. Муж Карлы Роджер обвиняет Бентона в том, что тот спит с его женой. Клео ранит свою руку при лечении ВИЧ-положительного пациента. |            |                                                   |                        |                                  |                 |                     |